# Zizeeria novaehollandiae
Zizeeria novaehollandiae är en fjärilsart som beskrevs av Felder 1862. Zizeeria novaehollandiae ingår i släktet Zizeeria och familjen juvelvingar. Inga underarter finns listade i Catalogue of Life.